# Кирилл (Ковачев)
Митрополи́т Кири́лл (в миру Богомил Петров Ковачев; 8 июня 1954, Царев-Брод, Варненская область — 9 июля 2013, Варна) — епископ Болгарской православной церкви, митрополит Варненский и Великопреславский.
C 2008 по 2011 годы в период болезни патриарха Болгарского Максима де-факто исполнял обязанности по управлению Болгарской православной церковью. C 10 ноября 2012 года, после кончины патриарха Максима, до интронизации Патрирха Неофита 24 февраля 2013 года избирался местоблюстителем патриаршего престола.

## Биография
Родился 8 июня 1954 года в селе Царев-Брод, Варненской области в Болгарии.
В 1968 году поступил в духовную семинарию, располагавшуюся в то время в Черепишском монастыре.
21 июля 1972 года был пострижен в монашество в монастыре святого Афанасия в Златна Левада близ Стара-Загора.
17 декабря 1972 года в семинарском храме святого Климента Охридского рукоположен тогдашним ректором епископом Браницким Герасимом в сан иеродиакона.
После окончании семинарии в 1976 году вступил в братию Рильского монастыря и 14 ноября 1976 года рукоположен во иеромонаха.
16 ноябри того же года иеромонах Кирилл уехал на языковую специализацию в Грецию, а с осени 1977 года обучался на Богословском факультете на Афинского университета, который окончил в 1979 году.
25 декабря 1980 года после возвращения в Болгарию был возведён в сан архимандрита и назначен на должность протосингела Сливенской епархии.
12 июля 1981 года заочно закончил Софийскую духовную академию.
1 июня 1982 года определён настоятелем Болгарского подворья в Москве.
4 сентября 1986 года был назначен игуменом Троянского монастыря.
С 8 декабря 1987 года назначен на должность секретаря Священного Синода Болгарской православной церкви.
26 июня 1988 года был хиротонисан во епископа Стобийского.
19 февраля 1989 года был избран митрополитом Варненским и Преславским, а 26 февраля состоялся чин интронизации.
В 1993—1994 годах временно управлял Неврокопской и Доростольской епархией.
С 4 июля 1997 года получил титул «Варненского и Великопреславского.»
С мая 2006 года исполнял обязанности патриарха Болгарского во время госпитализации патриарха Максима. Также, с 14 октября 2006 года по 11 февраля 2007 года был временно управляющим Пловдивской митрополией.
С 1994 года являлся постоянным членом Священного Синода Болгарской православной церкви.
7 декабря 2011 года по собственному желанию подал в Священный Синод Болгарской православной церкви прошение об отставке, мотивируя свой шаг «неудовлетворённостью действиями Священного Синода».
10 ноября 2012 года (7 голосами из 12) избран местоблюстителем патриаршего престола. Протест этому решению заявил митрополит Пловдивский Николай (Севастиянов), а митрополит Великотырновский Григорий (Стефанов) отозвал свой голос в поддержку митрополита Кирилла.
9 июля 2013 года тело утонувшего митрополита было найдено в море возле Варны. Предположения, что священнослужитель мог быть убит, не нашли своего подтверждения, в связи с чем расследование по случившемуся инциденту было прекращено.

## Награды
- 2011 год — «Золотая маска» (театральная премия) за сотрудничество с варненским драматическим театром им. Стояна Бычварова.[8]

## Интересные факты
- Был обладателем первого в Болгарии экземпляра автомобиля модели «Lincoln MKZ Hybrid 2012»[9].
- 17 января 2012 года государственной комиссией по раскрытию принадлежности граждан к работе на органы Госбезопасности и армейскую разведку Болгарии в коммунистический период (деятельность комиссии получила одобрение от Синода Болгарской православной церкви), были обнародованы данные, что митрополит Кирилл с 29 июня 1976 года проходил как секретный сотрудник и агент Ковачев (с 1 июня 1986 года как Владислав), сотрудничавший с ДС, ПГУ, управление VI—III[10][11]. Сам митрополит ранее отвергал слухи о своём сотрудничестве со спецслужбами коммунистической Болгарии, заявляя: «Я всегда был православным христианином, патриотом и болельщиком футбольного клуба ЦСКА»[12].
- Поддерживал идею участия священнослужителей в выборных органах власти — Парламенте, городских самоуправлениях по выделенной квоте[13].